# 多納查·瑞安
多納查·瑞安（英語：Donnacha Ryan；1983年12月11日—）是一位愛爾蘭橄欖球運動員。他是愛爾蘭國家橄欖球隊的一員，代表愛爾蘭參加了2015年世界盃橄欖球賽Commons:。